# Departure (álbum de Jesse McCartney)
Departure es el tercer álbum de estudio del actor y cantautor Jesse McCartney, lanzado el 20 de mayo de 2008. El álbum fue relanzado el 7 de abril de 2009 con el nombre de Departure: Recharged. El álbum ha vendido más de 260,000 copias en los Estados Unidos a partir de febrero de 2009, y más de 2 millones en el mundo.

## Antecedentes
Ha sido descrito por McCartney como un cambio completo de estilo musical en comparación con sus anteriores lanzamientos. Sobre el nuevo álbum, dijo: "Estoy buscando cambios de acordes de Prince, Michael [Jackson] y la grandeza de Madonna. - divertido de los 80. Eso es lo mejor que puedo expresarlo".
Departure fue reeditado bajo el nombre de Departure: Recharged el 7 de abril de 2009. Incluye cinco temas nuevos y la remezcla de "How Do You Sleep?" con Ludacris. McCartney dijo que los cinco nuevos temas, incluyendo tres composiciones totalmente nuevas, estarían disponibles para la venta individual en línea para aquellos que ya poseen Departure. McCartney dijo lo siguiente sobre la reedición: "Quiero rejuvenecer el álbum un poco y hacerlo fresco de nuevo para todo el mundo y asegurarme de que si no lo han probado todavía, lo hagan esta vez".
Las canciones, "Leavin", "It's Over", y "How Do You Sleep" fueron reproducidas con frecuencia en Radio Disney. "Leavin" se incluyó en el CD Radio Disney Jams, Vol. 11, mientras que "How Do You Sleep" apareció en la película de Disney, G-Force.
Departure debutó en el número 14 de la lista Billboard 200 en mayo, con unas ventas de 30.200 copias en su primera semana. El álbum ha vendido 272.000 copias hasta la fecha.

## Recepción Crítica
El álbum recibió críticas dispares por parte de la crítica musical. Johnny Dee, de Virgin Media, reseñó el álbum diciendo: "Sin duda el álbum pop del verano". Alabó el crecimiento musical y la transición de McCartney afirmando: "McCartney ha experimentado una increíble reinvención, pasando de ser un adorable pin-up adolescente a un semental del amor R&B", comparando el nuevo estilo de McCartney con Justin Timberlake con la misma permutación de fanfarronería sexual y arreglos pop entonados que tan bien le ha funcionado. También declaró sobre el álbum: "la jerga urbana no suena muy convincente, pero las melodías y la excelente producción son tan nítidas que se sale con la suya", otorgándole 4,5 estrellas sobre 5. 
AllMusic describió el álbum como "un intento exitoso de McCartney, pero aún no del todo completo, de demostrar que ya no es un niño, saliendo de su Disney Past, y también un alejamiento de la acartonada vibración contemporánea para adultos de Right Where You Want Me de 2006, que encontró al entonces adolescente actuando mucho más viejo que sus años"; y le dio 3. 5 estrellas de 5. Alex MacArthur. 5 estrellas de 5. Alex Macpherson de The Guardian reseñó (Departure) como un proceso de dos pasos: "Primero, poner el bolígrafo sobre el papel y llegar a Bleeding Love, el monstruoso single que lanzó a Leona Lewis al mundo. Segundo, reinventarse como Usher-in-waiting en su tercer álbum con la ayuda de los mejores post-Timbaland productores de R&B (Tricky Stewart y The-Dream, the Clutch)"; y le dio cuatro estrellas de cinco.
Nick Levine de Digital Spy describió el álbum como "apuntando a un futuro más brillante" para el "fresco" McCartney, y le dio crédito al declarar: "No hay que subestimar la contribución de McCartney. Es un vocalista más sexy y convincente de lo que la gente cree". También, dando crédito al equipo de producción, que incluye a JR Rotem, Sean Garrett y Tricky y The Dream, y como comparando entre McCartney y Justin Timberlake declaró: "JT no necesita asustarse todavía, pero debería ser consciente de que ha llegado un nuevo pretendiente a su trono". Levine dio al álbum 4 de 5 estrellas, elogiando el cambio en el estilo musical de McCartney y Departure por tener "un montón de momentos ganadores".

### Promoción
Una gira para promocionar el álbum comenzó el 5 de agosto de 2008 y terminó el 30 de agosto de 2008. Otra gira para promocionar el álbum comenzó el 13 de febrero de 2009.
McCartney actuó como telonero de New Kids on the Block en el verano de 2009.

## Lista de Canciones
| N.º   | Título                        | Producer(s)               | Duración |  |
| 1.    | «Leavin'»                     | Tricky Stewart, The-Dream | 3:38     |  |
| 2.    | «It's Over»                   | The Clutch, Brian Kennedy | 4:09     |  |
| 3.    | «Rock You» (con Sean Garrett) | Garrett, Kuya             | 3:10     |  |
| 4.    | «How Do You Sleep?»           | Garrett, Clubba Langg     | 3:44     |  |
| 5.    | «Into Ya»                     | Garrett                   | 3:47     |  |
| 6.    | «Make Up»                     | Kwamé                     | 3:54     |  |
| 7.    | «My Baby»                     | J.R. Rotem                | 3:33     |  |
| 8.    | «Told You So»                 | Hudson                    | 4:03     |  |
| 9.    | «Relapse»                     | Madd Scientist            | 3:38     |  |
| 10.   | «Runnin'»                     | The Clutch, Brian Kennedy | 3:45     |  |
| 11.   | «Freaky»                      | Madd Scientist            | 3:39     |  |
| 12.   | «Not Your Enemy»              | Hudson                    | 4:14     |  |
| 44:59 |                               |                           |          |  |

| International edition bonus track |                 |             |          |  |
| N.º                               | Título          | Producer(s) | Duración |  |
| 13.                               | «Bleeding Love» | The Clutch  | 3:51     |  |
| 48:50                             |                 |             |          |  |

| French edition |                |             |          |  |
| N.º            | Título         | Producer(s) | Duración |  |
| 14.            | «De Toi à Moi» | Watts, Dodd | 3:26     |  |
| 52:16          |                |             |          |  |

| Japanese edition |                                                                               |             |          |  |
| N.º              | Título                                                                        | Producer(s) | Duración |  |
| 13.              | «Oxygen»                                                                      | Eric Hudson | 4:02     |  |
| 14.              | «Bleeding Love»                                                               | The Clutch  | 3:51     |  |
| 15.              | «Leavin'» (Bimbo Jones Radio Edit Remix) (Also Australian iTunes bonus track) |             | 4:09     |  |
| 16.              | «Leavin'» (JFK Remix)                                                         |             | 4:13     |  |
| 1:01:14          |                                                                               |             |          |  |

### Departure: Recharged
| Standard Edition |                                            |                           |          |  |
| N.º              | Título                                     | Producer(s)               | Duración |  |
| 4.               | «How Do You Sleep?» (Remix) (con Ludacris) | Garrett, Clubba Langg     | 3:28     |  |
| 5.               | «Into Ya»                                  | Garrett                   | 3:47     |  |
| 6.               | «Make Up»                                  | Kwamé                     | 3:54     |  |
| 7.               | «My Baby»                                  | J.R. Rotem                | 3:33     |  |
| 8.               | «Told You So»                              | Hudson                    | 4:03     |  |
| 9.               | «Relapse»                                  | Madd Scientist            | 3:38     |  |
| 10.              | «Runnin'»                                  | The Clutch, Brian Kennedy | 3:45     |  |
| 11.              | «Freaky»                                   | Madd Scientist            | 3:39     |  |
| 12.              | «Not Your Enemy»                           | Hudson                    | 4:14     |  |
| 13.              | «Oxygen»                                   | Hudson                    | 4:02     |  |
| 14.              | «Crash & Burn»                             | Kennedy                   | 3:18     |  |
| 15.              | «Body Language»                            | The Movement              | 3:39     |  |
| 16.              | «In My Veins»                              | The Movement              | 4:16     |  |
| 59:50            |                                            |                           |          |  |

| Bonus Track Version – Apple Music |                                            |                       |          |  |
| N.º                               | Título                                     | Producer(s)           | Duración |  |
| 4.                                | «How Do You Sleep?»                        | Garrett, Clubba Langg | 3:44     |  |
| 13.                               | «Oxygen»                                   | Hudson                | 4:02     |  |
| 14.                               | «How Do You Sleep?» (Remix) (con Ludacris) | Garrett, Clubba Langg | 3:28     |  |
| 15.                               | «Crash & Burn»                             | Kennedy               | 3:18     |  |
| 16.                               | «Body Language»                            | The Movement          | 3:39     |  |
| 17.                               | «In My Veins»                              | The Movement          | 4:16     |  |
| 01:03:42                          |                                            |                       |          |  |

## Sencillos
- "Leavin'". Fue el primer sencillo del álbum y alcanzó el número 10 en el Billboard Hot 100, el número dos en los Pop 100, número uno de la Pop 100 Airplay y la Top 40 Mainstream.[24] El video musical de la canción fue dirigido por Sanji.
- "It's Over". Segundo sencillo, lanzado en agosto, mientras que el vídeo en noviembre. La canción no alcanzó el éxito de "Leavin'", alcanzando el número 62 en el Hot 100 y el número 31 en el Pop 100.[24] "It's Over" logró conseguir una amplia popularidad fuera de los Estados Unidos, principalmente en países asiáticos como Malasia y Singapur por un pico en el número uno en los charts de estación de radio local como Fly FM.
- "How Do You Sleep?". Fue el tercer sencillo, a dúo con el rapero Ludacris, alcanzando el número 26 en el Hot 100 y el número 7 en el Top MediaBase 40 Songs.[24]
- "Body Language". Fue el cuarto sencillo. La versión del álbum es una versión en solitario, mientras que la versión como sencillo es un dueto con el cantante T-Pain. Llegó al número 35 en el Hot 100.[24]

## Charts
| Chart (2008)                   | Peak position |
| ------------------------------ | ------------- |
| Australia (ARIA)               | 92            |
| Francia (SNEP)                 | 174           |
| Italia (FIMI)                  | 15            |
| Japón (Oricon)                 | 111           |
| Reino Unido (UK Albums Chart)  | 97            |
| Estados Unidos (Billboard 200) | 14            |